# Bad Oeynhausen
Bad Oeynhausen est une ville allemande située en Rhénanie-du-Nord-Westphalie, dans l'arrondissement de Minden-Lübbecke. Elle est arrosée par la Werre.

## Histoire
| Appartenances historiques Royaume de Prusse (province de Westphalie) 1845-1918 Empire allemand 1871–1918 République de Weimar 1918-1933 Reich allemand 1933-1945 Allemagne occupée 1945-1949 Allemagne 1949-présent |

Située dans la province de Westphalie, la station a été fondée en 1845. En 1848, le roi de Prusse Friedrich Wilhelm IV lui a donné le nom de „Königliches Bad Oeynhausen“ (Bains royaux de Oeynhausen).
Durant l'occupation de l'Allemagne après la Seconde Guerre mondiale, la ville abrita le quartier-général de la zone d'occupation britannique.

## Géographie
| Districts      | Habitants |  |
| Bad Oeynhausen | 16.387    |  |
| Dehme          | 3.183     |  |
| Eidinghausen   | 7.816     |  |
| Lohe           | 3.447     |  |
| Rehme          | 7.933     |  |
| Volmerdingsen  | 3.652     |  |
| Werste         | 6.759     |  |
| Wulferdingsen  | 3.319     |  |

## Personnalités
- August von Borries (1852-1906), ingénieur né à Niederbecksen
- Adolf von Thadden (1921-1996), homme politique allemand
- Britt Hagen (née en 1944), chanteuse allemande
- Arne Friedrich (né en 1979), footballeur allemand